# 6474 Choate
6474 Choate è un asteroide della fascia principale. Scoperto nel 1987, presenta un'orbita caratterizzata da un semiasse maggiore pari a 2,5646465 UA e da un'eccentricità di 0,2995218, inclinata di 12,26908° rispetto all'eclittica.
Dal 9 settembre 1995 al 7 novembre 1995, quando 6543 Senna ricevette la denominazione ufficiale, è stato l'asteroide denominato con il più alto numero ordinale. Prima della sua denominazione, il primato era di 6320 Bremen.
L'asteroide è dedicato allo statunitense Dennis Choate.